# Alaunus
En la mitologia celta, Alaunus o Alaunius era un déu gal de la curació i de la profecia.
El seu nom és conegut per les inscripcions trobades en Lurs (Alps de l'Alta Provença) al sud de França, i en Mannheim a l'oest d'Alemanya. En aquesta última inscripció, Alaunus s'utilitza com un epítet de Mercuri. El nom d'aquesta deïtat també es troba en topònim i hidrònims.

## Etimologia
L'etimologia del nom és incert. Alguns connecten amb l'arrel protocelta reconstruïda com *alo- (aliment, elevar, nodrir), però Matasović ho descarta. Nicolaisen connecta els diferents hidrònims a l'arrel protoindoeuropea, reconstruint com *el- o *ol- (fluir o rierol).

## Topònims
La seva forma femenina Alauna apareix en el nom de ciutats de l'època romana:
- Alauna o Alaunia (actualment Valognes, Normandia)
- Alauna (actualment Maryport, Cúmbria)
- Alauna, Alunna o Alavana (actualment Watercrook, Cúmbria)
- Alauna (actualment Alcester, Warwickshire)
- Alauna Veniconum (actualment Ardoch, Perthshire)
- Alauna (actualment Whittingham, Northumberland)

i en el riu Aln (Northumberland) i Aulne (Bretanya)